# Lincoln Z
La Lincoln Z, chiamata anche Lincoln Zephyr, è un'autovettura prodotta dalla casa automobilistica statunitense Lincoln a partire dal 2021.

## Descrizione

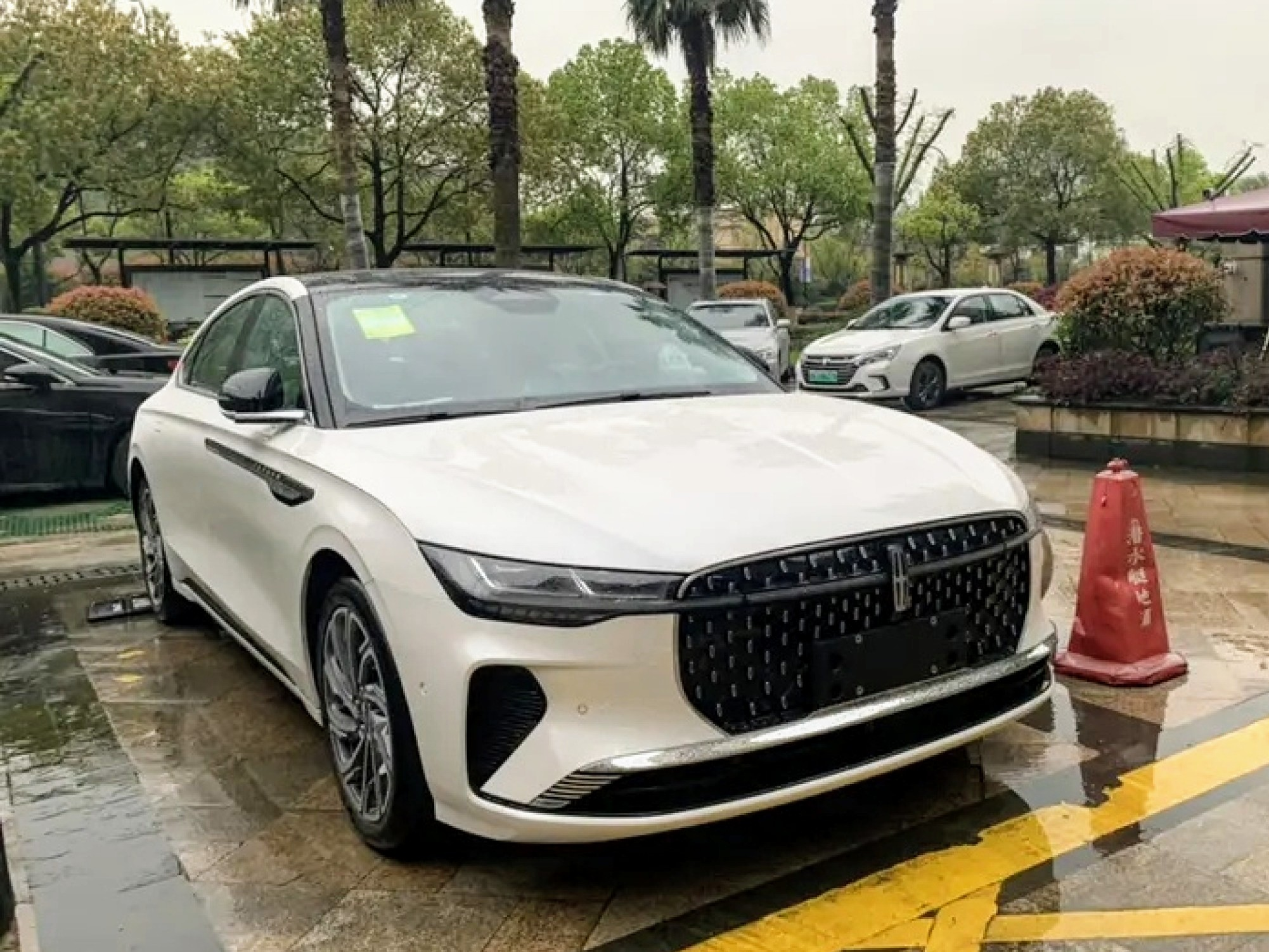
Frontale

È stata anticipata dalla Lincoln Zephyr Reflection Concept, una concept car presentata il 21 aprile 2021 al salone di Shanghai.
Il nome Zephyr segue il nuovo filone di denominazione della casa statunitense, come avvenuto per la Lincoln Nautilus, Lincoln Aviator, Lincoln Continental e Lincoln Navigator. Il nome "Zephyr" era stato già precedentemente utilizzato sui veicoli sia a marchio Lincoln come la Lincoln-Zephyr e anche Ford, con la Ford Zephyr.
La vettura è una berlina di lusso di grandi dimensioni realizzata per il solo mercato cinese e prodotta dalla Changan Ford, una joint venture tra la casa automobilistica cinese Chang'an Motors e la casa automobilistica americana Ford Motor Company e venduta dalla Lincoln, marchio appartenente al gruppo Ford. La Zephyr è stata progettata e sviluppata in Cina per essere assemblata e venduta per il mercato locale, andando a sostituire sia la Lincoln MKZ che la Lincoln Continental che erano state precedentemente importate sul mercato cinese. 
La versione definitiva per la produzione in serie della vettura, anticipata da alcune immagini trapelate sul web mesi prima, ha debuttato il 19 novembre 2021 al salone di Guangzhou.
Realizzata sul Pianale Ford C2 nella versione a passo allungato, la vettura condivide alcune parti e componenti con le Ford Evos e Ford Mondeo V. L'unico motore disponibile al lancio è un benzina a quattro cilindri turbocompresso da 2,0 EcoBoost con potenza di 238 CV e 376 Nm di coppia e una velocità massima di 225 km/h. La trazione è solo anteriore ed è disponibile una sola trasmissione automatica CVT a 8 rapporti.